# Nazionale maschile under 21 di calcio a 5 della Spagna
La nazionale di calcio a 5 spagnola Under-21 è la rappresentativa di Calcio a 5 Under-21 della Spagna ed è posta sotto l'egida della Real Federación Española de Fútbol. 

## Storia
La nazionale spagnola è stata tra le 28 selezioni che hanno partecipato alle qualificazioni per il primo e unico campionato europeo di categoria, dove ha ottenuto l'accesso alla fase finale in Russia nel girone 3 giocato tra le mura amiche di Madrid, superando brillantemente Grecia, Slovacchia e Svizzera, senza subire reti.

## Rosa
Aggiornata al torneo contro l'Italia del 21 e 22 febbraio 2012
Allenatore:Federico Vidal
- Portieri:

José María Mella López "Chema" (FC Barcelona)
Federico Pérez Garrigues (Aljucer El Pozo Murcia)
- Difensori:

Alejandro Lemine Luque (Fisiomedia Manacor)
Diego Núñez Paz (Azkar Lugo)
Juan Luis Manzano "Juanlu" (Carnicer Torrejón)
- Ali:

Eric Martel García (FC Barcelona)
Adolfo Fernández Díaz( Marfil Sta. Coloma)
Adrián Ortego López (Regal Sport)
Manuel María Suazo Martínez (El Pozo Murcia)
Jesús Jiménez Mayoral(Oid Talavera)
Alejandro Constantino Viñas  (FC Barcelona)
- Pivot:

Antonio Diz Teijeiro (Azkar Prone Lugo)
Mario García Ruano (Lobelle Santiago)
Gonzalo Galán Carsi (Benicarló FS)